# Fréchencourt
Fréchencourt est une commune française, située dans le département de la Somme en région Hauts-de-France.

## Géographie

### Localisation

#### Communes limitrophes
La commune est limitrophe de Montigny au nord, Béhencourt au nord-est, Pont-Noyelles au sud et à l'est, Saint-Gratien à l'ouest et Querrieu au sud :

### Description

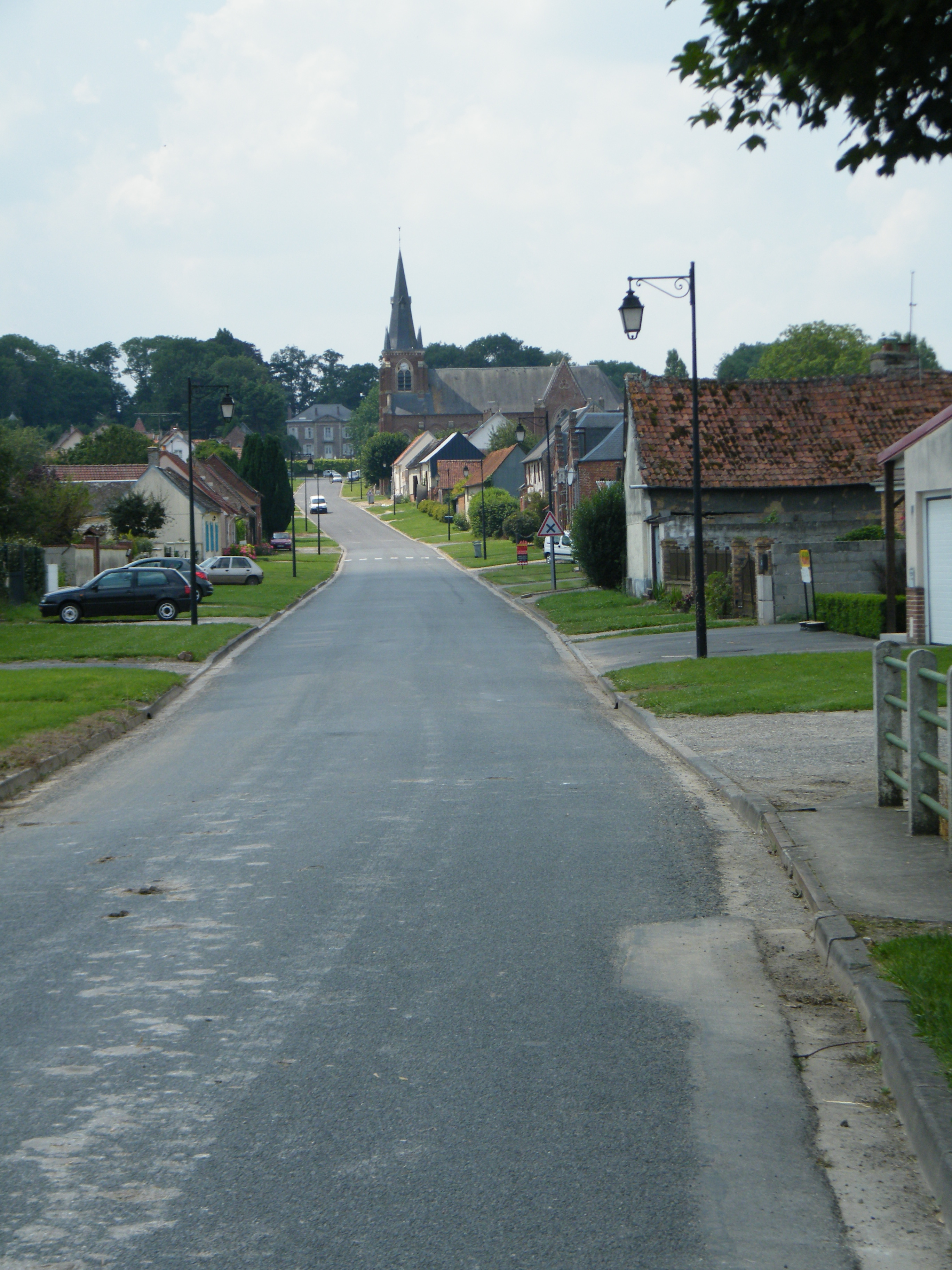
Paysage du village.

Fréchencourt est un village picard de l'Amienois sitié dans la vallée de l'Hallue, à 13 km au nord-est d'Amiens, 16 km au sud-ouest d'Albert (Somme) et 23 km au sud-est de Doullens. Le sud du territoire communal est tangenté par la déviation de Querrieu / Pont-Noyelles de l'ex-RN 29 (actuelle RD 929), et, au nord, par l'ex-RN 319 (actuelle RD 919).
La rive gauche de l'Hallue voit affleurer des terrains calcaires avec une pente assez forte, le point le plus haut est le Mont Télaine en haut du bois de Parmont. Sur la rive droite, la craie est recouverte d'une couche d'alluvions et de limons d'autant plus épaisse que l'on se rapproche de la vallée où le point le plus bas est situé au lieu-dit le Moulin Hanti à la limite du territoire de Querrieu.
Le village est construit  à  flanc  de coteau, sur la rive droite de la rivière, dans la partie basse d'un coteau en forme d'éperon venant de Saint-Gratien, le long d’une rue unique, tracée à la perpendiculaire de  la  rivière. La structure urbaine  est ordonnée par le château. Les maisons et les granges sont  établies de part et d’autre de la rue, en retrait de bas-côtés enherbés. Malgré les destructions de la Première Guerre mondiale, le bâti et l’espace public sont d’une grande homogénéité
Au nord de ce coteau-éperon, se trouve la vallée sèche dite vallée de Molliens, bordée au nord par le bois de Quesnoy. Au sud du village, la rivière et les sources ont entaillé profondément la craie au lieu-dit la Falize, auprès de laquelle s'étendent soixante-dix hectares de marais jusqu'à la limite du territoire de Querrieu.
En 2019, la localité est desservie par les lignes d'autocars du réseau interurbain Trans'80 Hauts-de-France (ligne no 36).

### Hydrographie

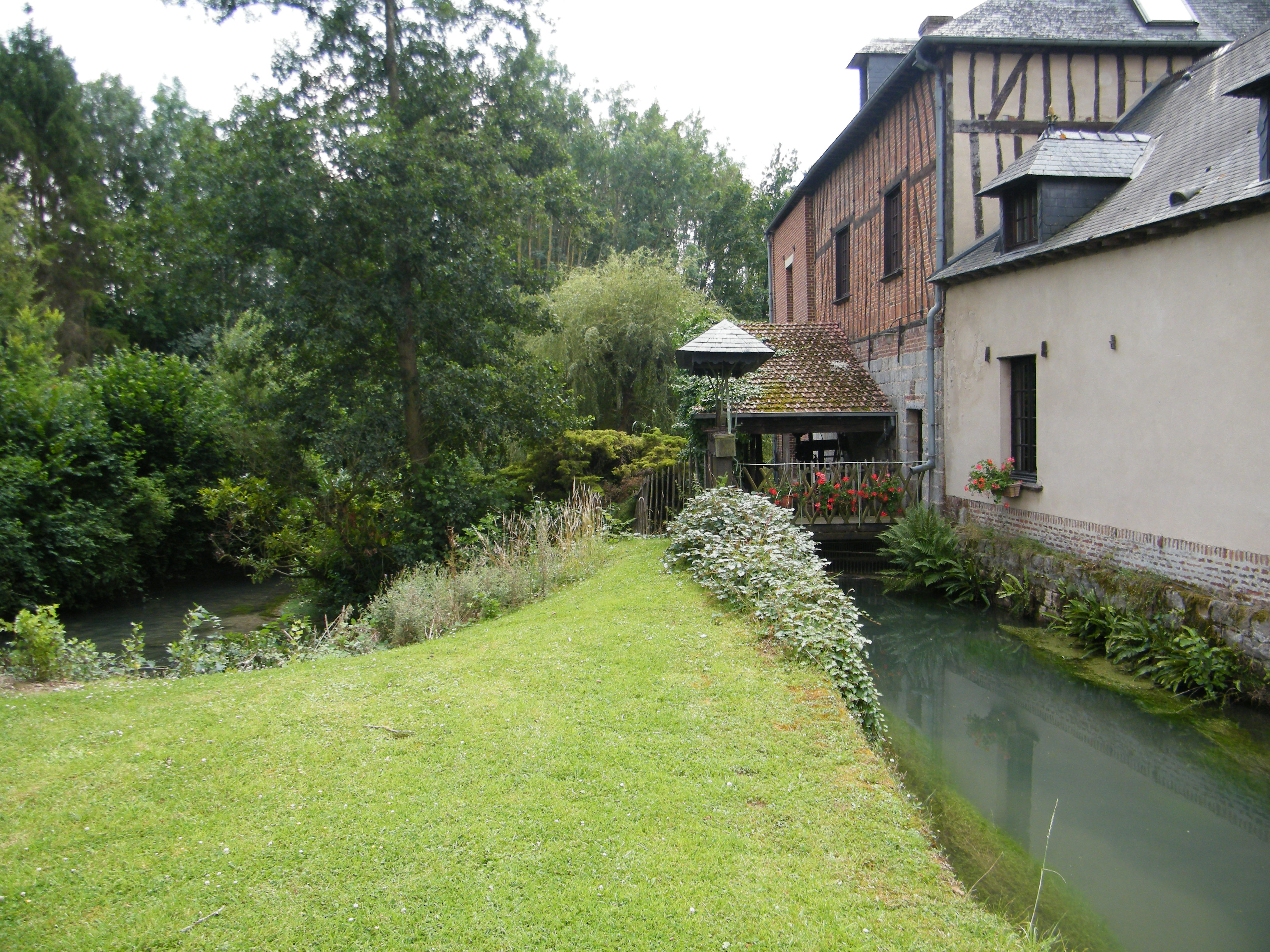
Le moulin et l'Hallue.

La commune est située de part et d'autre de l'Hallue, un des affluents du fleuve côtier la Somme, et ses nombreux étangs et zones humides
Dans les marais de Fréchencourt, planté de peupleraies, un phénomène hydrologique particulier se manifeste que l'on appelle les « Puits tournants ». Ce sont en réalité des sources qui jaillissent, formant parfois un puits profond de plusieurs mètres. On compte 260 sources mais seules une douzaine sont situées à plus de 2 m de profondeur. Jusqu'en 1935, date de forages pour l'adduction d'eau, ces sources provoquaient un tourbillon d'où le nom de puits tournants. La coloration bleutée n'est pas provoquée par la présence d'algues ni par une composition chimique. Le plus grand de ces puits est appelé l'« Abyme » il aurait 5,50 m de profondeur et un diamètre de 6 m,.

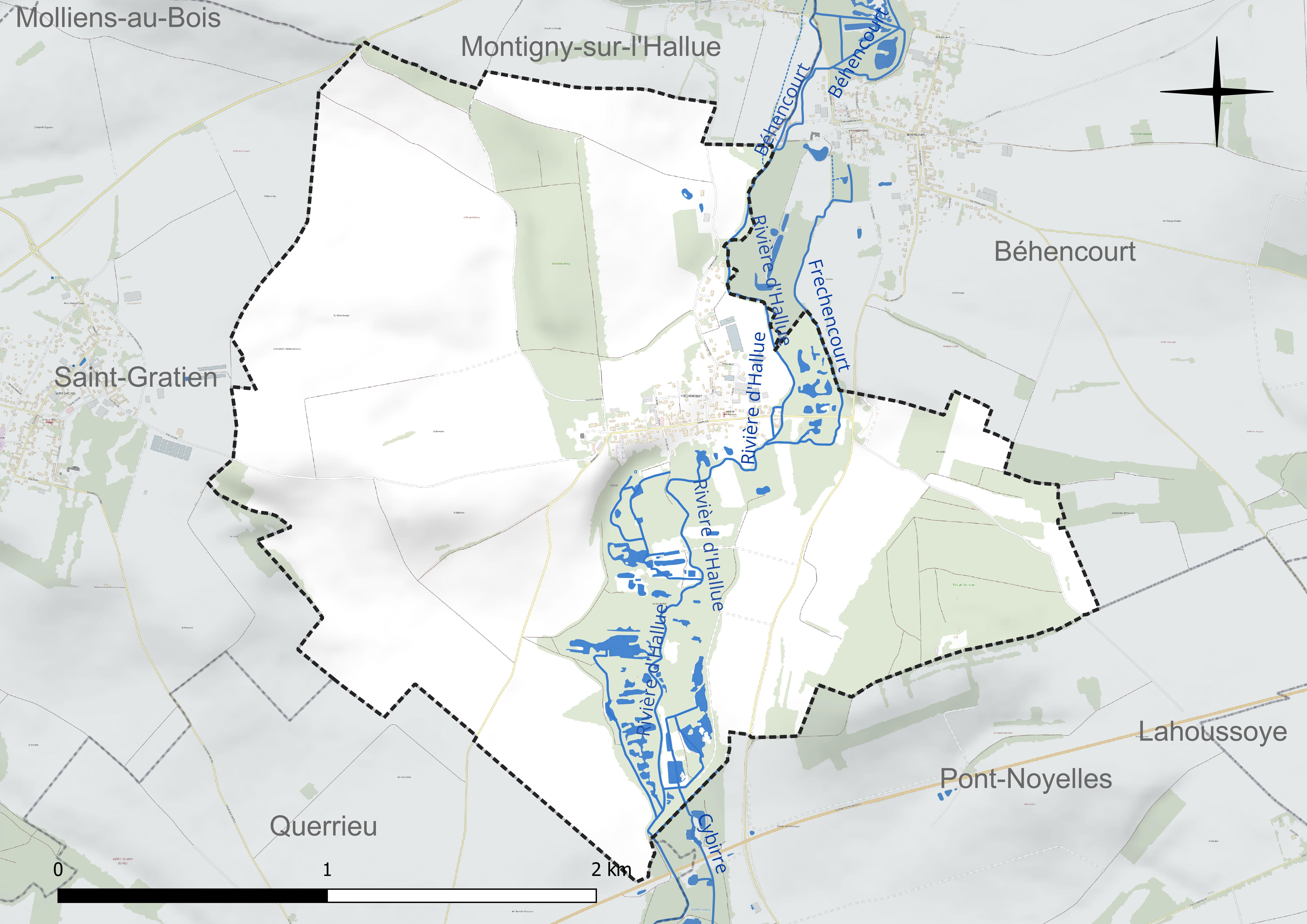
Réseau hydrographique de Fréchencourt.

### Climat
Pour des articles plus généraux, voir Climat des Hauts-de-France et Climat de la Somme.
En 2010, le climat de la commune est de type climat océanique dégradé des plaines du Centre et du Nord, selon une étude du CNRS s'appuyant sur une série de données couvrant la période 1971-2000. En 2020, Météo-France publie une typologie des climats de la France métropolitaine dans laquelle la commune est exposée à un climat océanique et est dans la région climatique Nord-est du bassin Parisien, caractérisée par un ensoleillement médiocre, une pluviométrie moyenne régulièrement répartie au cours de l’année et un hiver froid (3 °C).
Pour la période 1971-2000, la température annuelle moyenne est de 10,5 °C, avec une amplitude thermique annuelle de 13,6 °C. Le cumul annuel moyen de précipitations est de 729 mm, avec 12 jours de précipitations en janvier et 8,4 jours en juillet. Pour la période 1991-2020, la température moyenne annuelle observée sur la station météorologique la plus proche, située sur la commune de Glisy à 10 km à vol d'oiseau, est de 11,1 °C et le cumul annuel moyen de précipitations est de 646,6 mm,. Pour l'avenir, les paramètres climatiques de la commune estimés pour 2050 selon différents scénarios d'émission de gaz à effet de serre sont consultables sur un site dédié publié par Météo-France en novembre 2022.

## Urbanisme

### Typologie
Au 1er janvier 2024, Fréchencourt est catégorisée commune rurale à habitat dispersé, selon la nouvelle grille communale de densité à sept niveaux définie par l'Insee en 2022.
Elle est située hors unité urbaine. Par ailleurs la commune fait partie de l'aire d'attraction d'Amiens, dont elle est une commune de la couronne,. Cette aire, qui regroupe 369 communes, est catégorisée dans les aires de 200 000 à moins de 700 000 habitants,.

### Occupation des sols
L'occupation des sols de la commune, telle qu'elle ressort de la base de données européenne d’occupation biophysique des sols Corine Land Cover (CLC), est marquée par l'importance des territoires agricoles (73,5 % en 2018), en diminution par rapport à 1990 (74,5 %). La répartition détaillée en 2018 est la suivante : 
terres arables (68,5 %), forêts (26 %), zones agricoles hétérogènes (5 %), zones humides intérieures (0,4 %). L'évolution de l’occupation des sols de la commune et de ses infrastructures peut être observée sur les différentes représentations cartographiques du territoire : la carte de Cassini (XVIIIe siècle), la carte d'état-major (1820-1866) et les cartes ou photos aériennes de l'IGN pour la période actuelle (1950 à aujourd'hui).

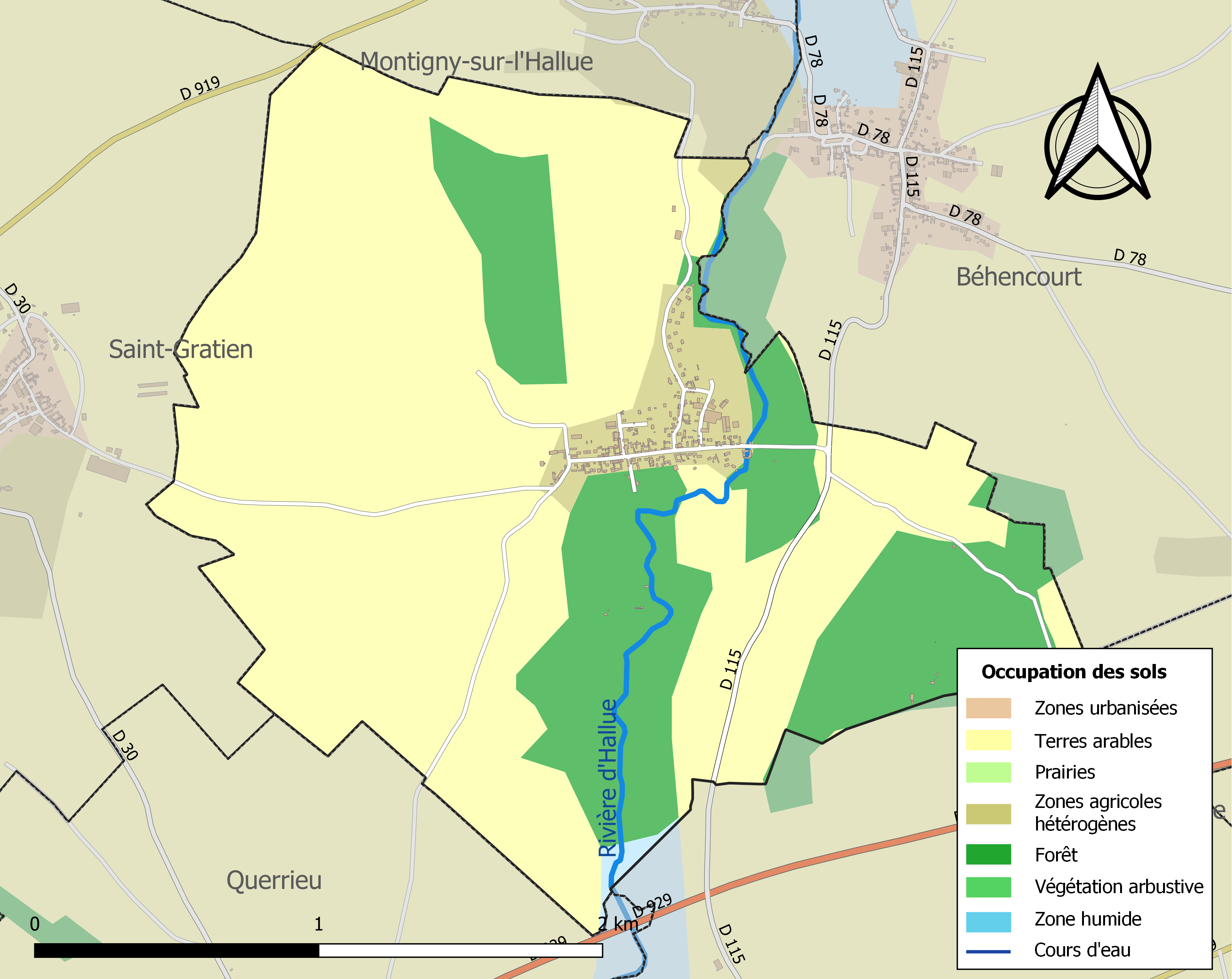
Carte des infrastructures et de l'occupation des sols de la commune en 2018 (CLC).

## Toponymie
Le nom de la localité est attesté sous les formes Freselcurt en 1164 ; Fercencurt en 1174 ; Fresencurt en 1176 ; Ferchancourt en 1186 ; Fresourt — Fresecort en 1181-1184 ; Fresecurt en 118. ; Ferchencourt en 1300 ; Fercheincort en 1301 ; Freschencourt en 1302 ; Frechencourt en 1302 ; Ferthencourt en 1311 ; Ferchencuria en 1322 ; Ferchencourt en 1300 ; Fressancourt en 1380 ; Brechancourt en 1567 ; Flesconcourt en 1579 ; Fresicourt en 1638 ; Ferencourt en 1648 ; Frechancour en 1733.
Du nom propre germanique Fricco et cortem.

## Histoire

### Préhistoire
Fréchencourt était occupé dès l'époque néolithique : des  outils néolithiques et un polissoir sont exposés au musée d’Amiens.

### Époque moderne
À l'époque moderne, Fréchencourt était dotée d'une forteresse, place-forte des ligueurs pendant les Guerres de Religion, démantelé en 1595 et dont il subsiste un mur d'enceinte du XIIIe siècle.
Dénombrement de 1772
Le dénombrement de la terre et seigneurie de Fréchencourt, a été rendu par messire Pierre Adrien Honoré Dincourt à son suzerain Mgr Marie-Joseph Louis d'Albert, d'Ailly, duc de Chaulnes, vidame d'Amiens, le 2 octobre 1772 :
- Château chef-lieu, maison seigneuriale, cuisine pigeonnier, écurie, grand-porte, pressoir, grange et autres bâtiments, cour, jardin, plant et prés clôturés, fermé tant de murailles que de haies vives, contenant cinq journaux et tenant au domaine.
- un fort (démoli) au lieudit ces Catiches (trois journaux)
- le moulin à eau (bâti sur 3 trois quartiers)
- le bois du Quesnoy (66 journaux)
- le bois de Parmont (38 journaux)
- le domaine (183 journaux de terre)
- les prés (42 journaux)

Soit un total de 332 journaux (140 hectares).

### Époque contemporaine

#### Guerre de 1870-1871

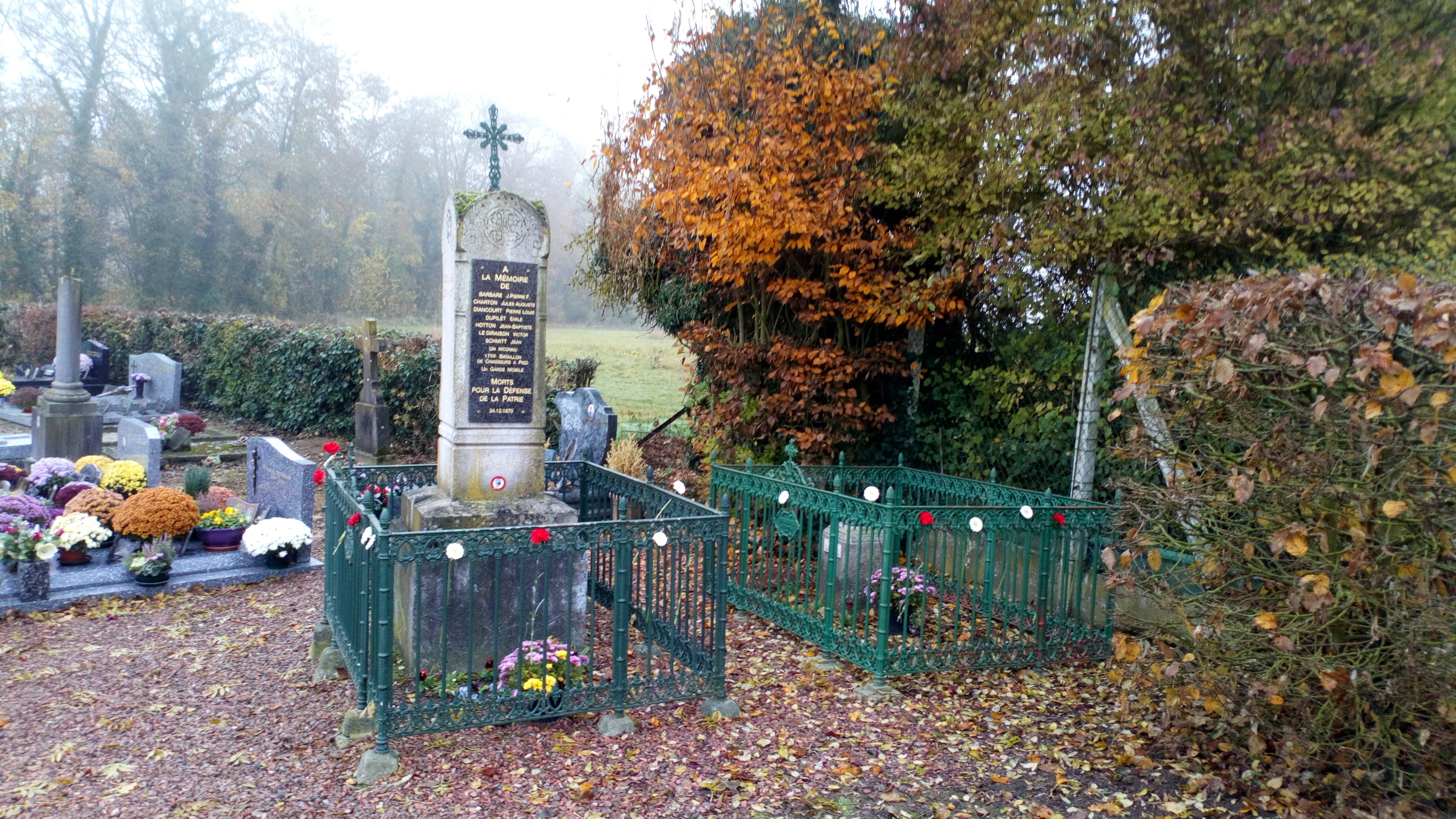
Tombes de soldats français (à gauche) et allemands (à droite), dans le cimetière communal.

Pendant la Guerre franco-allemande de 1870, la commune était située dans la zone des combats de la bataille de l'Hallue, du 17 au 24 décembre 1870 :
- 17 décembre, au soir : 
Dans la soirée du 17 décembre, deux bataillons de mobiles recrutés dans l'arrondissement de Doullens, les départements de la Marne, Pas-de-Calais et Nord, entrent dans le village pour y cantonner. Les bataillons de la Somme et de la Marne, sont commandés par Huré (Somme) et Bouilly (Marne). Le baron de Bouard, commande le détachement.
- 18 décembre : le colonel de Bouard est victime d'un accident de voiture. Son bras cassé est opéré sur place.
- 19 décembre : la garnison s'augmente de soldats qui se replient de Saint-Gratien. Les provisions de bouche du village sont épuisées[20].
- 20 décembre : 
Des combats ont lieu à Querrieu. 
Le colonel de Houard reçoit l'ordre de rejoindre Albert ; évadé de Metz, il risque d'être fusillé par les Prussiens. Dans le haut du village et le parc du château, les soldats du génie établissent des barrières avec des charrettes et des herses. Au pont du moulin, ils abattent des arbres pour barrer le chemin et gêner le passage. De l'autre côté du pont (rive gauche de l'Hallue), on creuse des tranchées pour abriter les tirailleurs. Tous les arbres bordant la rivière sont coupés à un mètre de hauteur, pour laisser le passage aux obus et aux balles de mitrailleuses.
- 23 décembre : des francs-tireurs en sentinelle dans les bois, annoncent l'attaque en masse des Prussiens. Le clairon sonne sac au dos. En moins d'un quart d'heure, les troupes stationnées à Fréchencourt se rassemblent au long de la grande rue du village, puis prennent position sur la rive gauche entre le bois de Parmont et Béhencourt. Vers 11 heures 30, des combats ont lieu dans le  bois de Quesnois entre les Prussiens et 200 francs-tireurs commandés par monsieur le marquis de Lameth d'Hénancourt ; les francs-tireurs se replient sur Béhencourt. Vers 15 heures, les Prussiens entrent dans le village de Fréchencourt, vide de ses habitants, évacués ou réfugiés dans les caves. De sévères combats ont lieu près de la rivière, mais sous le feu des Français, les Prussiens ne peuvent la franchir.
Vers 16 heures, un millier de Prussiens venant de Querrieu, envahissent Fréchencourt. À cette heure, il y a dans le village, environ 6 000 hommes, dont 4 000 fantassins des 4e, 29e et 68e (de) régiments d'infanterie et au moins 2 000 cavaliers des 4e régiment d'uhlans et du 1er régiment de hussards du Corps.
- 24 décembre : De 7 heures à 10 heures, l'artillerie française, depuis le bois de Parmont, canonne le bois Quesnoy, les marais de Fréchencourt et de Béhencourt, sans provoquer de réplique prussienne. Dans la journée, l'ensemble de l'armée française se replie en direction d'Albert et de Bapaume. Les Prussiens n'entameront la poursuite que le lendemain.
- Occupation prussienne : du 14 au 18 janvier, 2 000 cavaliers du 14e régiment de uhlans et 400 fantassins du 4e régiment d'infanterie, cantonnent dans la commune. Du 10 au 20 mars, ce sont un millier d'hommes et 200 chevaux qui cantonnent à Fréchencourt[21]

## Politique et administration

### Administration de 1790 à 1801
De 1790 à 1801, Fréchencourt a été l'une des quatorze communes relevant de l'Administration cantonale et de la Justice de paix de Querrieux.
En l'an VII et jusqu'au 10 germinal de l'an VIII (30 mars 1800), tous les mariages civils du canton sont prononcés au chef-lieu, conformément à l'article IV de la loi du 13 fructidor de l'an VI (30 août 1798).

### Rattachements administratifs et électoraux
Rattachements administratifs
La commune se trouve dans l'arrondissement d'Amiens du département de la Somme.
Elle faisait partie depuis 1801 du canton de Villers-Bocage. Dans le cadre du redécoupage cantonal de 2014 en France, cette circonscription administrative territoriale a disparu, et le canton n'est plus qu'une circonscription électorale.
Rattachements électoraux
Pour les élections départementales, la commune fait partie depuis 2014 du canton de Corbie
Pour l'élection des députés, elle fait partie de la quatrième circonscription de la Somme.

### Intercommunalité
Fréchencourt était membre de la communauté de communes Bocage Hallue, un établissement public de coopération intercommunale (EPCI) à fiscalité propre créé fin 1999et auquel la commune avait transféré un certain nombre de ses compétences, dans les conditions déterminées par le code général des collectivités territoriales.
Dans le cadre des dispositions de la loi portant nouvelle organisation territoriale de la République du 7 août 2015, qui prévoit que les établissements publics de coopération intercommunale (EPCI) à fiscalité propre doivent avoir un minimum de 15 000 habitants, cette intercommunalité a fusionné avec ses voisines pour former, le 1er janvier 2017, la communauté de communes du Territoire Nord Picardie dont est désorlais membre Fréchencourt.

## Démographie
L'évolution du nombre d'habitants est connue à travers les recensements de la population effectués dans la commune depuis 1793. Pour les communes de moins de 10 000 habitants, une enquête de recensement portant sur toute la population est réalisée tous les cinq ans, les populations de référence des années intermédiaires étant quant à elles estimées par interpolation ou extrapolation. Pour la commune, le premier recensement exhaustif entrant dans le cadre du nouveau dispositif a été réalisé en 2008.

En 2022, la commune comptait 254 habitants, en évolution de −4,87 % par rapport à 2016 (Somme : −1,26 %, France hors Mayotte : +2,11 %).
| 1793 | 1800 | 1806 | 1821 | 1831 | 1836 | 1841 | 1846 | 1851 |
| ---- | ---- | ---- | ---- | ---- | ---- | ---- | ---- | ---- |
| 335  | 306  | 317  | 403  | 379  | 387  | 441  | 475  | 490  |

| 1856 | 1861 | 1866 | 1872 | 1876 | 1881 | 1886 | 1891 | 1896 |
| ---- | ---- | ---- | ---- | ---- | ---- | ---- | ---- | ---- |
| 496  | 484  | 466  | 430  | 402  | 398  | 374  | 343  | 320  |

| 1901 | 1906 | 1911 | 1921 | 1926 | 1931 | 1936 | 1946 | 1954 |
| ---- | ---- | ---- | ---- | ---- | ---- | ---- | ---- | ---- |
| 280  | 260  | 234  | 211  | 197  | 182  | 185  | 189  | 172  |

| 1962 | 1968 | 1975 | 1982 | 1990 | 1999 | 2006 | 2008 | 2013 |
| ---- | ---- | ---- | ---- | ---- | ---- | ---- | ---- | ---- |
| 154  | 158  | 165  | 181  | 233  | 227  | 229  | 229  | 268  |

| 2018 | 2022 | - | - | - | - | - | - | - |
| ---- | ---- | - | - | - | - | - | - | - |
| 259  | 254  | - | - | - | - | - | - | - |

## Culture locale et patrimoine

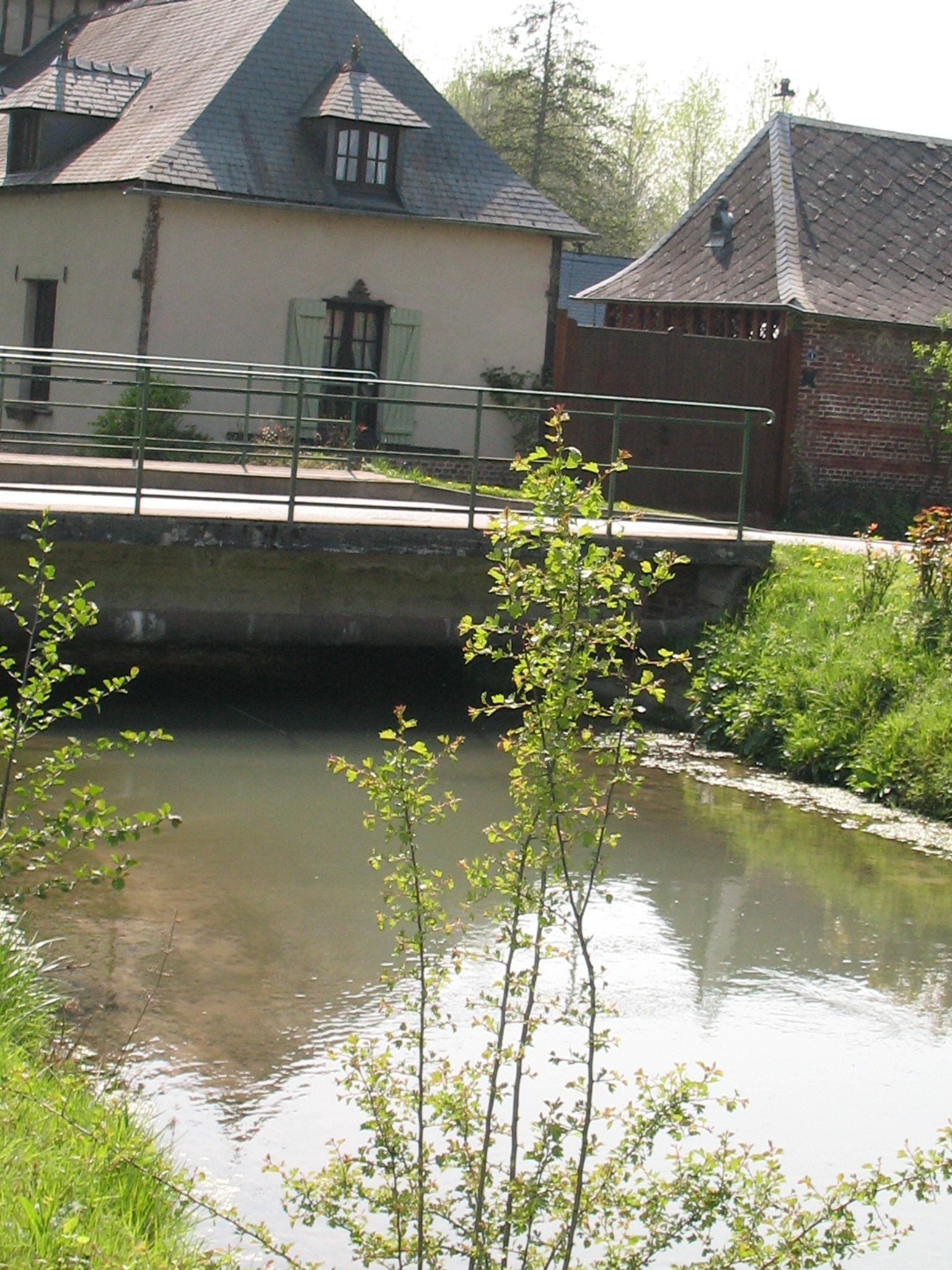
Pont sur l'Hallue, devant l'ancien moulin.

### Lieux et monuments
- Église paroissiale Saint-Gilles : 
L'ancienne église, datant probablement de la fin du XVIe siècle, entourée de son cimetière, occupait l'emplacement de l'école actuelle. Sinistrée  à la suite d'une inondation en 1839, elle est reconstruite en 1864 sur les plans de Victor Delefortrie et de son fils Paul en style néo-gothique au centre du village[32]. Elle mesure 35 mètres de long et la flèche culmine à près de 30 mètres. L’Impératrice Eugénie fit don du Chemin de Croix[33],[34].

- Château : 
Au XIIIe siècle, une forteresse existait en haut du village. Elle fut remplacée successivement par plusieurs demeures seigneuriales, avant la construction en 1856 de la demeure actuelle.
Dans le bas du village, à la hauteur du moulin, mais du côté de Behencourt, près de la rivière Hallue, une légère élévation de terrain de forme ovale, régulière et d'une étendue de cinquante-six sur trente-sept mètres, surplombe le prè environnant. Cet endroit les Catiches s'appelait aussi le Fort. Sur ce terrain, un ouvrage fortifié était élevé, formant un point de défense avancé commandant le passage sur le pont de l'Hallue[19].
- Chapelle castrale : C'est la sépulture des propriétaires du château de 1797 à 1936. À l'emplacement d'un édifice édifié par Baudoin de Ferchancourt, elle est reconstruite en 1785 dans le parc du château par Marie Pierre Dincourt[35].
- Moulin sur l'Hallue, qui  existe depuis le XIIIe siècle : 
Cette grande bâtisse fut très remaniée au cours des siècles. Les fondations et parties basses sont certainement d'origine. Les murs sur trois faces sont élevées en maçonnerie, surmontée de colombages et torchis. Le mur à l'est, situé au-dessus de la rivière, est constitué de grès taillé, de la même facture que les grès de soubassement du château et proviennent par conséquent de la démolition du château fort s'ils n'en sont pas contemporains. La maçonnerie est en mortier de briques pilées, additionnées de chaux et de farine de seigle. La cour est fermée sur la rue. Sur le jardin, un mur en pierres blanches, exposé au sud, abrite une boulangerie avec un four profond, très bien conservé. La hauteur de la chute est de 2,60 m. En 1905, la roue à aubes a été remplacée par une turbine[19].

- Les « Puits tournants » : répartis sur 3 hectares se trouvent 260 sources artésiennes recensées. La dernière de ces sources naturelles, appelée l'« Abyme », est profonde de 5,5 m et d’un diamètre moyen de 6 mètres.
« La tradition rapporte, en effet, qu’il y a bien longtemps un carrosse tiré par six chevaux tomba dans « l’Abyme » avec ses occupants, les chevaux s’étant emballés, et qu’on ne retrouva jamais cet attelage englouti[34] »

La sculpture ornant les puits tournants
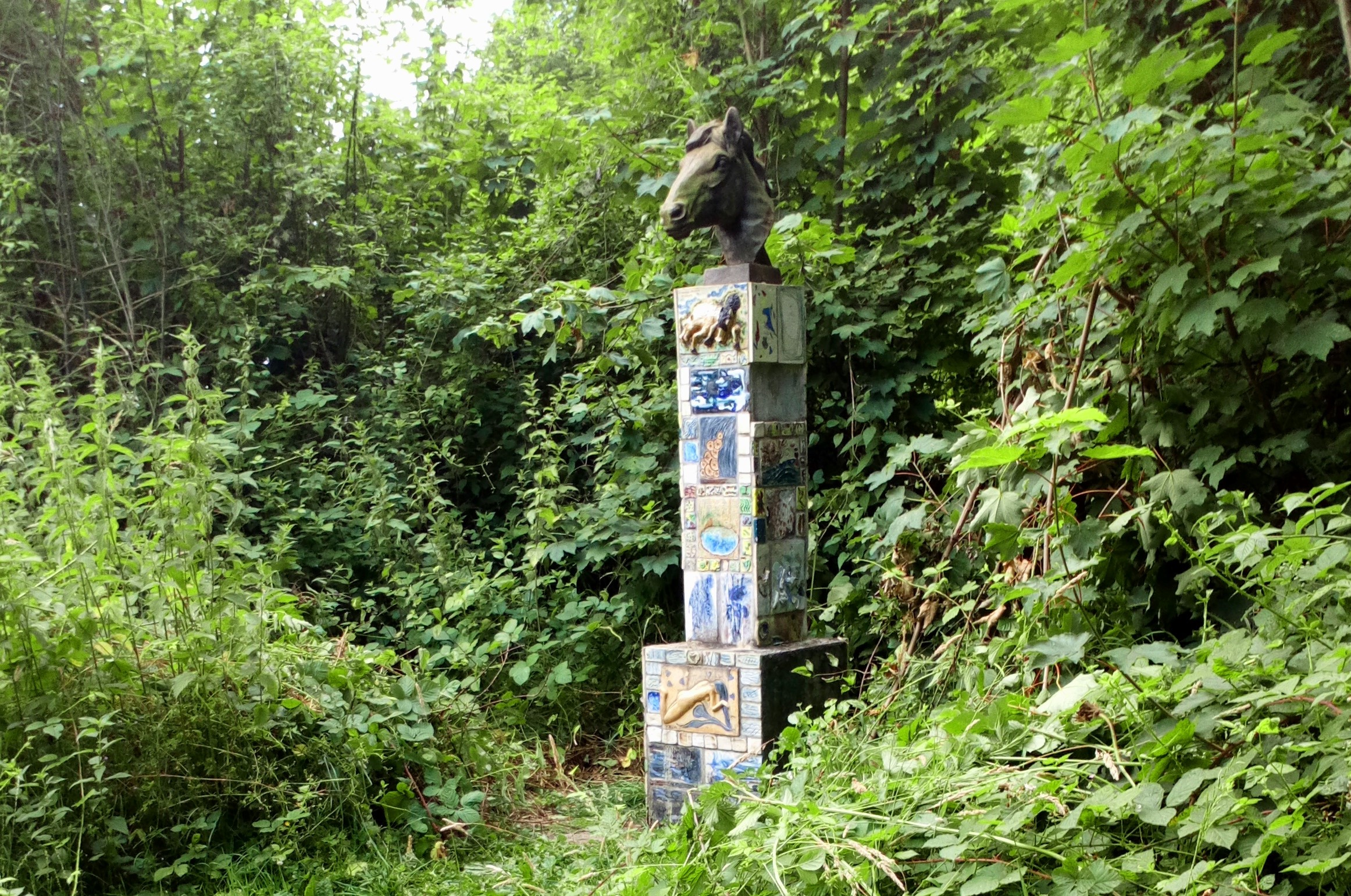
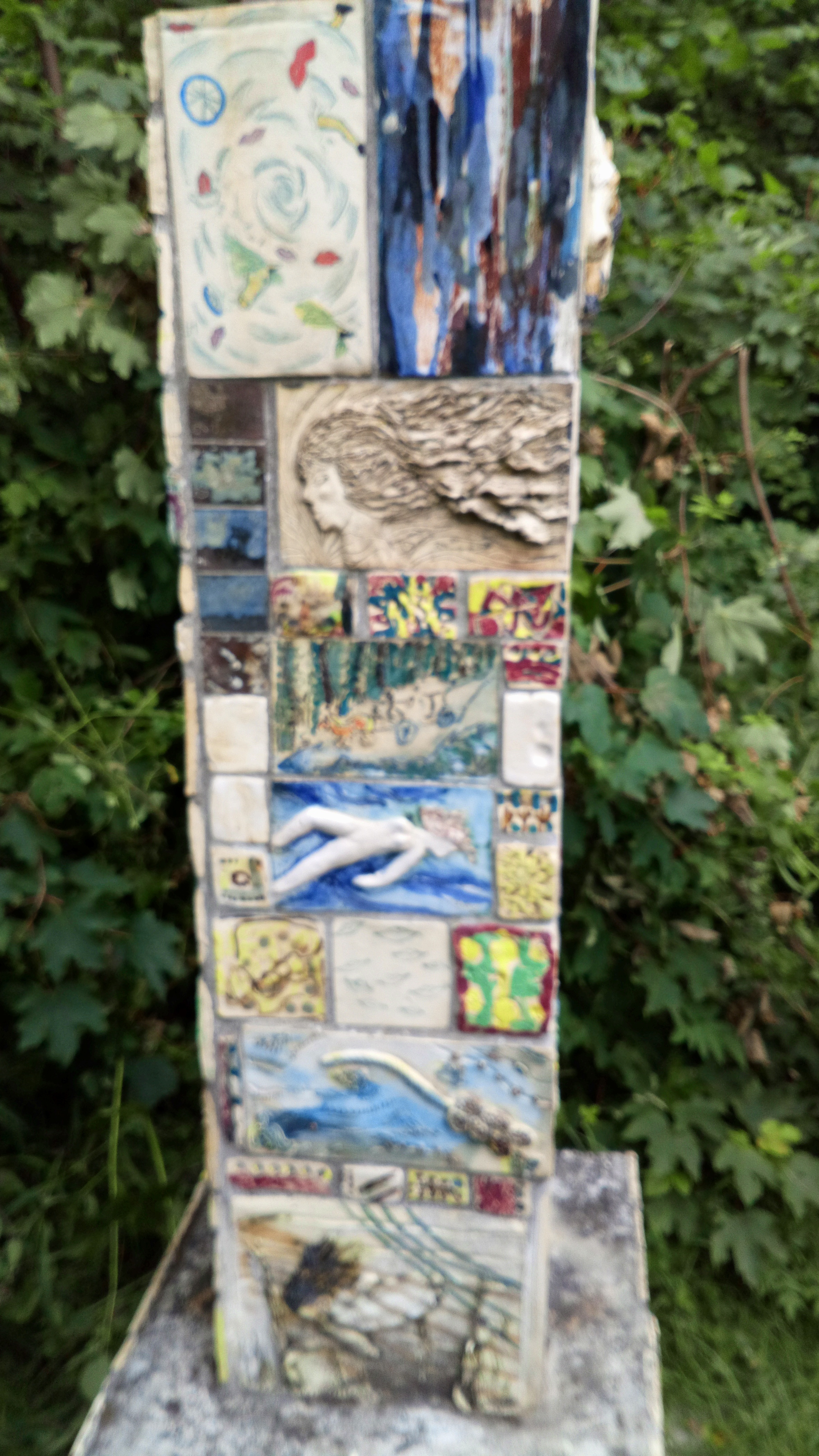
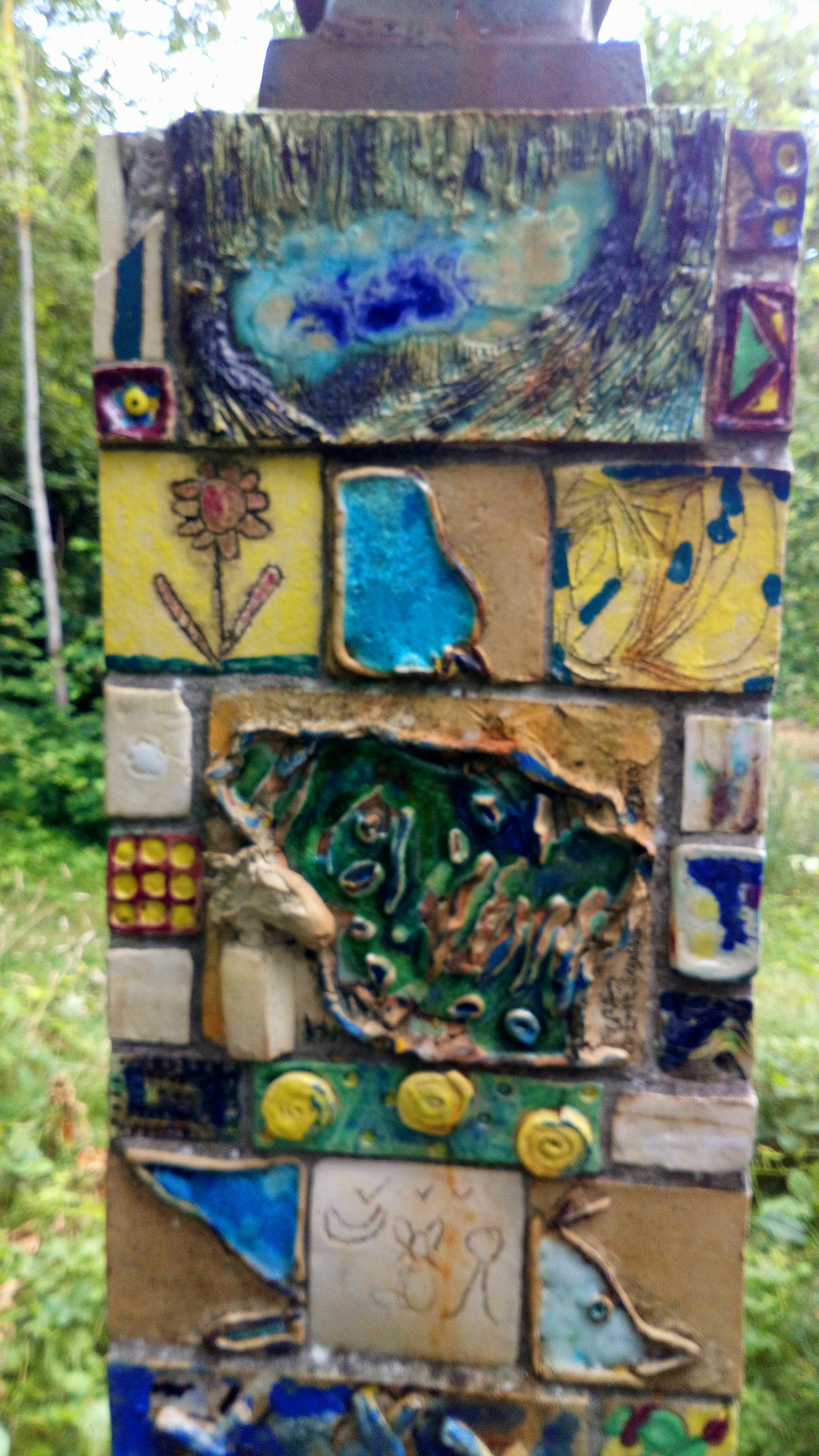
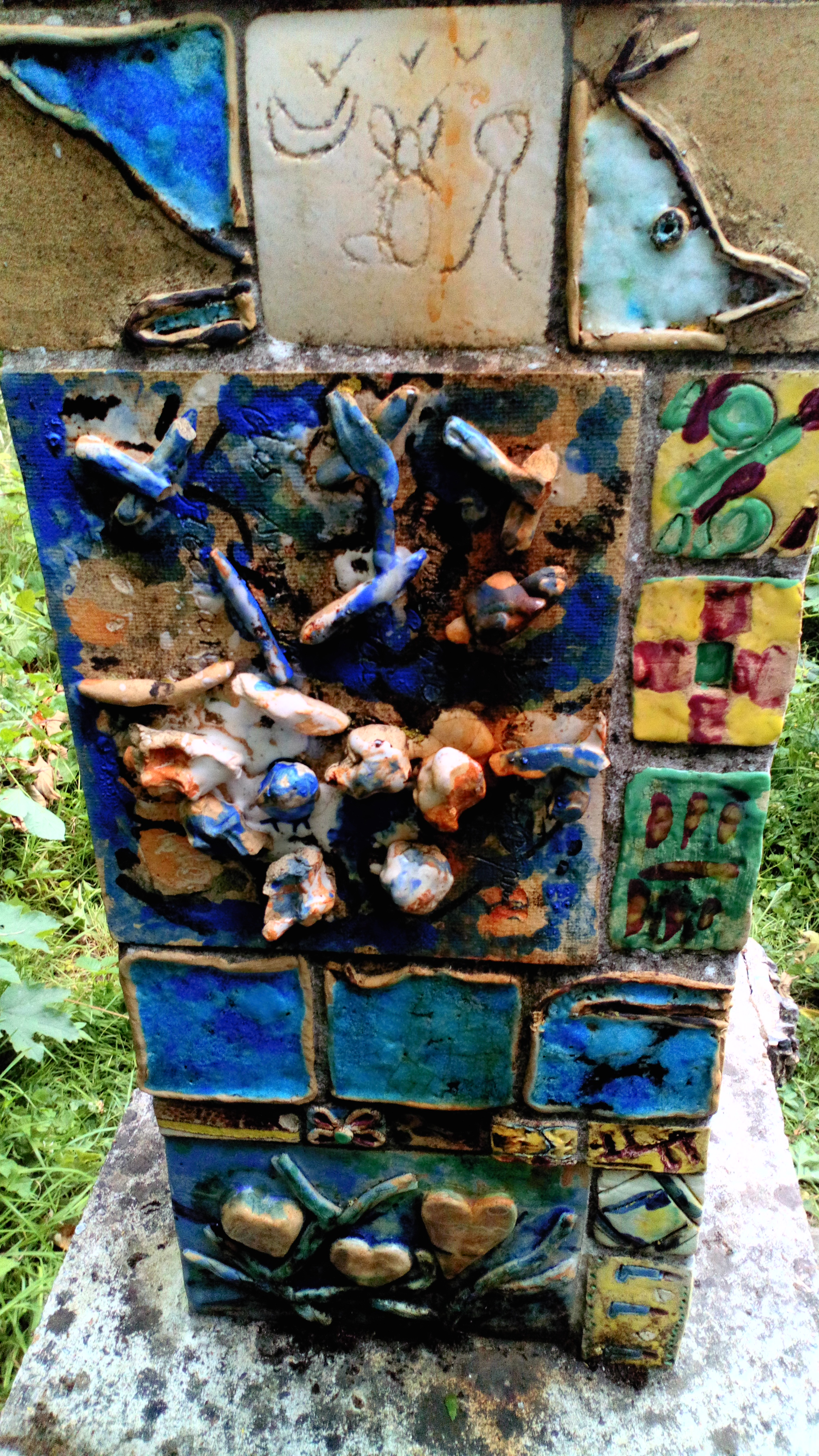

- Carré militaire britannique dans le cimetière communal : « Frechencourt Communal Cemetery, Commonwealth Plot »

- Monument aux morts[36].
- Le chêne de Fréchencourt, chêne de 300 ans, est sélectionné en 2024 pour représenter les Hauts-de-France au concours du plus bel arbre de l'année[37].

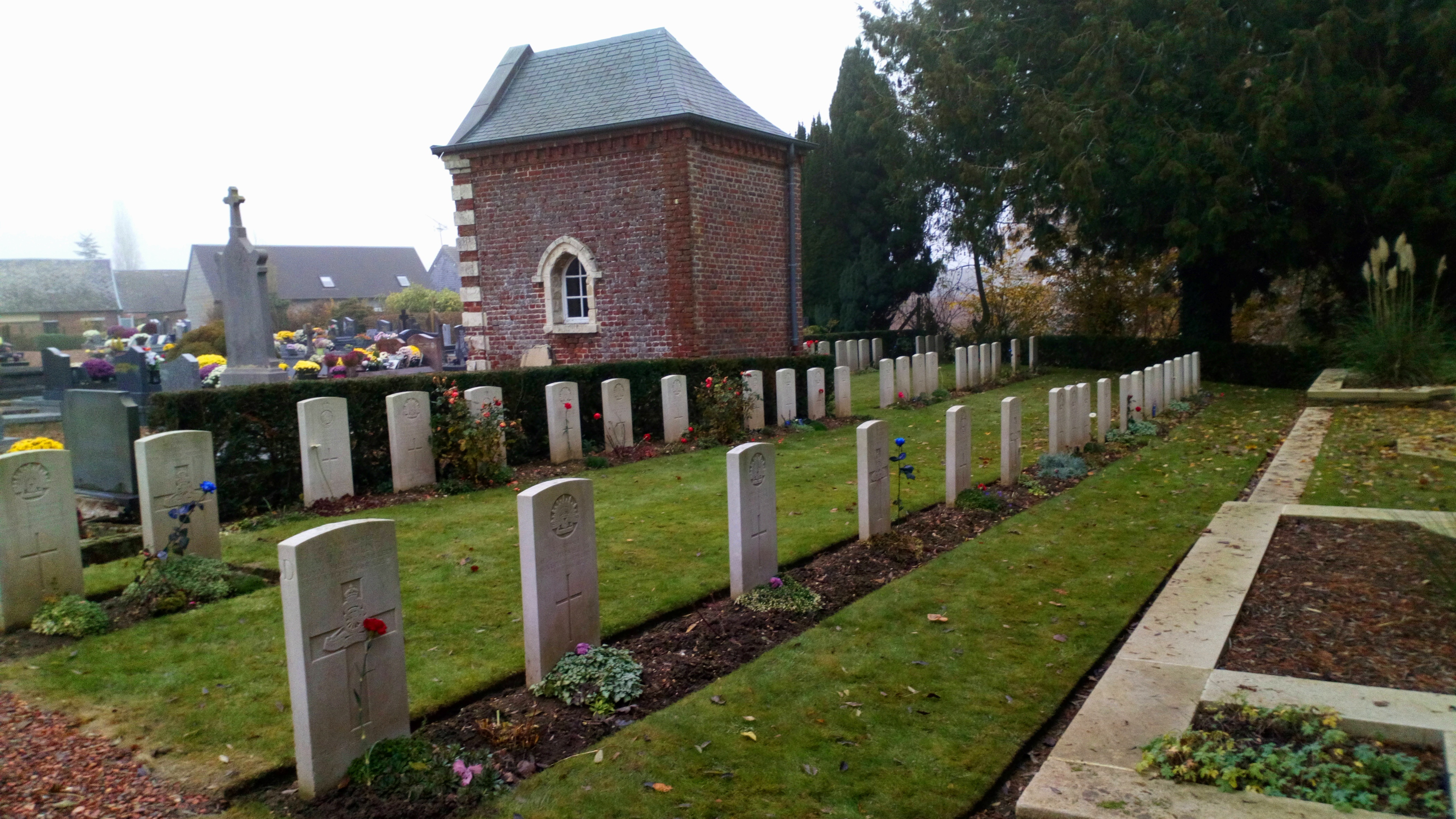
Le carré militaire britannique du cimetière
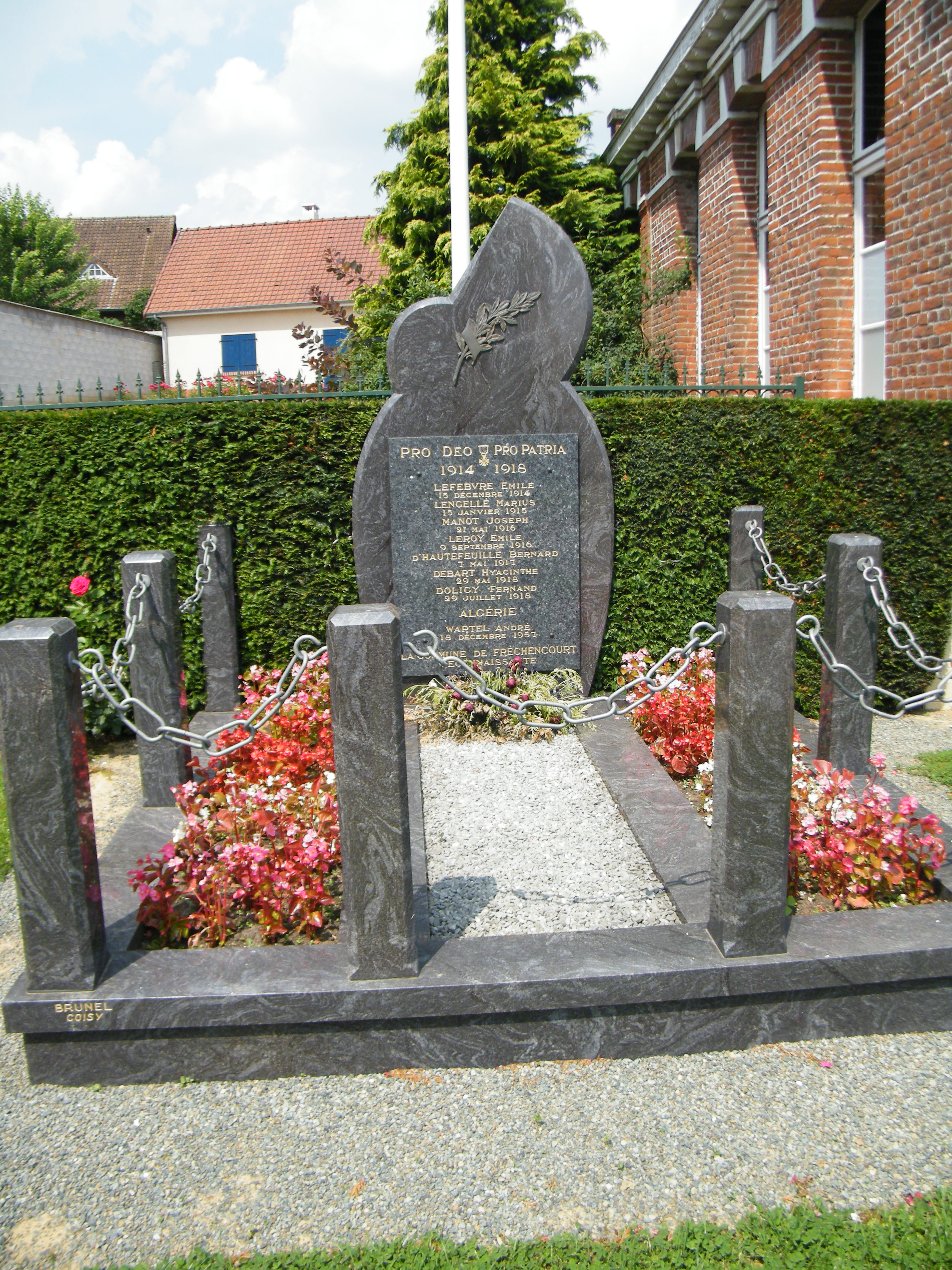
Le monument aux morts

### Personnalités liées à la commune
- Charles-Edmond Lenglet, agriculteur, né le 28 décembre 1917, décédé le 2 janvier 2005 ; maire de Fréchencourt de 1977 à 1989 ; sénateur de la Somme de 1977 à 1995 (Rassemblement démocratique européen).

#### Anciens seigneurs
Dreux de Fréchencourt, chevalier en 1280
Jehan, chevalier, sire de Fréchencourt en 1288
Baudouin et Percheval de Fréchencourt, sont "adjournés" pour la guerre des Flandres le 25 août 1337.
Baudouin de Fréchencourt, chevalier le 1er septembre 1380
Drieu de Fréchencourt, chevalier en 1386
Jehan de Fréchencourt, dit Malarbe, tué à la bataille d'Azincourt en 1415, il n'avait pas d'enfant.
Familles d'Halluin et d'Humières
Barbe d'Halluin, dame propriétaire de Fréchencourt, épouse Charles Le Josne de Contay (tué à la bataille de Nancy en 1476).
Françoise Le Josne de Contay, épouse en 1507 Jean seigneur d'Humières, gouverneur de Roye, Péronne et Montdidier en 1519, ambassadeur en Angleterre en 1527, gouverneur du Dauphiné en 1535[réf. incomplète], gouverneur des enfants du Dauphin en 1546, décédé en 155à à Saint-Germain-en-Laye.
Charles d'Humières, marquis d'Encre, gouverneur de Compiègne, lieutenant-général de Picardie pour la Ligue et se donna à Henri IV dans le temps où il occupait cette dernière charge au nom de ses ennemis.
Jacqueline d'Humières, héritière de la Maison, épouse Louis de Crevant, vicomte de Brigneul, gouverneur de Ham et de Compiègne.
Louis III de Crevant, marquis d'Humières, né en 1628, maréchal de France en 1650, grand maître de l'Artillerie en 1685, commandant de l'armée de Flandre en 169, duc et pair de France en 1690. Il avait épousé Louise-Antoinette Thérèse de La Chatre.
Anne-Louise de Crevant d'Humières, dame de Contay, Fréchencourt, Acheux, Beaucourt et Agicourt, vendit en 1701 la terre et seigneurie de Fréchencourt à Pierre Dincourt.
Famille Dincourt
Pierre Dincourt, écuyer, seigneur d'Hangard et de Hougues, conseiller du roi, receveur principal en la généralité de Picardie. Il épouse Marguerite d'Amyens
Pierre-Joseph Dincourt, seigneur de Fréchencourt, capitaine au régiment du Poitou, épouse Marie-Charlotte Le Fort
Pierre Adrien Honoré Dincourt, 1733-1814, dernier seigneur de Fréchencourt, écuyer, mousquetaire de la garde du Roi. Il épouse Marie-Françoise Elisabeth Pommyer de Rougemont (1745-1817).
Famille Poujol
Adrien Léonor Firmin Poujol, né en 1778, fils de Adrien Florimond Poujol, écuyer, seigneur d'Acqueville et Belliveux (fief de Fréchencourt), lieutenant de maire d'Amiens en 1789-1790, qui a épousé en 1775 Marie Marguerite Joséphine Lefort ; petit-fils de Lupien Florimond Poujol, seigneur d'Avankerque, né à Amiens le 27 septembre 1716, décédé le 18 novembre 1777. Il achète le château de Fréchencourt et épouse en 1805 Agathe Renée Ernestine Cornet, dont :
Adrien Léon Marie Poujol, dit monsieur de Fréchencourt, né en 1808, décédé à Fréchencourt en avril 1896, conseiller d'arrondissement de la Somme, épouse Charlotte Anglès le 7 mai 1838, dont :
Fernand Jean-Baptiste René Poujol, dit monsieur de Fréchencourt, né en 1839, maire de Fréchencourt, épouse Louise Marie Amélie Dauzel d'Aumont le 20 août 1860, dont :
Raoul de Fréchencourt, né à Soues en 1863, mort près d'Amiens en 1921, militant royaliste et journaliste, auteur d'ouvrages sous le nom de plume d'Adrien Varloy.
Armes de la famille Poujol : d'azur, à un pal d'argent, accosté de deux croissants aussi d'argent supportant chacun trois roseaux fleuris, feuillés et tigés d'or.

### Héraldique
| Blason de Fréchencourt | Blason  | D'or semé de billettes d'azur, au lion de gueules brochant sur le tout. |
| Blason de Fréchencourt | Détails | Le statut officiel du blason reste à déterminer.                        |

## Pour approfondir